# ویل یان لی
ویل یان لی (به انگلیسی: Will Yun Lee) (زاده ۲۲ مارچ ۱۹۷۱) بازیگر آمریکایی است.
از فیلم‌های معروف او می‌توان به بازی در فیلم ولورین، زن بیونیک، سقوط‌کرده ، برپایی، دکتر خوب و ویش دراگون اشاره کرد.